# 大寺山洞穴遺跡
大寺山洞穴遺跡（おおでらやまどうけついせき）は、千葉県館山市沼にある海蝕洞穴遺跡。館山市指定史跡に指定されている（指定名称は「大寺山巌窟墓及び出土品等」）。
総持院裏庭の、海抜約30メートル前後の海蝕洞穴3基から構成される。

## 概要
洞穴のうち第1洞では12基以上の舟形木棺が発見されており、これらの舟形木棺は丸木舟を棺に用いた「船葬」という葬送形式が発見された初めての例である。この洞穴墓から出土した甲冑や須恵器などの遺物から、この遺跡が墓として使用されたのは5世紀前半から7世紀後半であると考えられている。

## 立地
大寺山洞穴遺跡は、千葉県館山市沼大字大和田東にある総持院の裏手の山にある。この山は標高約30メートルで、約6,000年前の縄文海進の際、波の浸食作用で形成された隆起によりこの高さに海食洞穴がある。

## 発掘調査の概要
大寺山洞穴の発掘調査は、1956（昭和31）年以降、数回行われてきた。
- 1956年 - 千葉県教育庁文化財課勤務山岡俊明らによる発掘。
- 1992年 - 千葉大学文学部考古学研究室による測量調査[11]。
- 1993年 - 1998年 - 千葉大学文学部考古学研究室（麻生優、河原純之、岡本東三ら指導）による7次にわたる調査。1996年 - 1998年は、大寺山洞穴遺跡調査会（千葉大学・千葉県教育委員会・館山市教育委員会）による、国庫補助事業による発掘調査[12]。

## 出土品
土師器、須恵器などの土器、甲冑、大刀などの鉄製品、三角板革綴短甲、三角板革綴衝角付冑などの武具、勾玉、管玉、銅製鈴、舟形木棺などが出土されている。
大寺山洞穴遺跡で、木製の出土品が腐敗せずに残った理由として、洞窟内の安定した湿度、砂質土壌が考えられる。

## 文化財

### 館山市指定文化財
- 史跡
  - 大寺山巌窟墓及び出土品等 - 1972年（昭和47年）1月21日指定。